# Henry and June
Henry and June és una pel·lícula dramàtica estatunidenca, dirigida per Philip Kaufman el 1990. És una adaptació del llibre homònim de l'autora francesa Anaïs Nin.

## Argument
La història se situa al voltant de París el 1931 i explica el triangle amorós format pels Miller i Anaïs Nin (interpretada per Maria de Medeiros). Viu una relació estable amb el seu marit Hugo (interpretat per Richard E. Grant).
Quan Anaïs Nin coneix Henry Miller (interpretat per Fred Ward), veu en ell un home rude de Nova York. És escriptor i treballa en el seu primer llibre. Anaïs Nin veu la parella formada per Henry i June Miller (interpretada per Uma Thurman) com d'un estil de vida alliberat i bohemi que cercava per damunt de tot. Anaïs Nin ficarà llavors la parella en una relació turmentada, tenint una aventura amb Henry Miller, però igualment seduint June.
Finalment, Anaïs Nin ajuda Henry Miller a publicar la seva novel·la Tròpic de Càncer, però accelera alhora la separació dels Miller, mentre torna amb el seu marit Hugo.

## Repartiment
- Fred Ward: Henry Miller
- Uma Thurman: June Miller
- Maria de Medeiros: Anaïs Nin
- Richard E. Grant: Hugo Guiler
- Kevin Spacey: Richard Osborn
- Gary Oldman: Pop
- Féodor Atkine: Paco, Francisco Miralles Arnau
- Brigitte Lahaie: La prostituta
- Pierre Edernac: Amic d'Henri n°2
- Gaëtan Bloom: Amic d'Henri n°3

## Premis i nominacions

### Nominacions
- 1991. Oscar a la millor fotografia per Philippe Rousselot